# Mitrapsylla deserata
Mitrapsylla deserata är en insektsart som beskrevs av Caldwell 1944. Mitrapsylla deserata ingår i släktet Mitrapsylla och familjen rundbladloppor. Inga underarter finns listade i Catalogue of Life.